# Yun Yan-Qiao
Pour les articles homonymes, voir Yun.
Yun Yan-Qiao est un athlète chinois né en 1987. Spécialiste de l'ultra-trail , il a remporté la Hong Kong 100 en 2013 et 2017. Il est sponsorisé par The North Face.

## Résultats
| no  | féminin            | Course                       | Longueur | Départ          | Temps            |
| --- | ------------------ | ---------------------------- | -------- | --------------- | ---------------- |
| 1re | Médaille d'or      | Hong Kong 100                | 100 km   | 19 janvier 2013 | 10 h 15 min 57 s |
| 2e  | Médaille d'argent  | Tarawera Ultramarathon       | 65 km    | 15 mars 2014    | 5 h 52 min 30 s  |
| 3e  | Médaille de bronze | The North Face 100 Australia | 100 km   | 16 mai 2015     | 9 h 01 min 29 s  |
| 3e  | Médaille de bronze | Ultra-Trail Australia        | 100 km   | 14 mai 2016     | 9 h 42 min 09 s  |
| 1re | Médaille d'or      | Hong Kong 100                | 100 km   | 14 janvier 2017 | 9 h 35 min 11 s  |
| 1er | Médaille d'or      | Ultra-Trail Ninghai          | 55 km    | 17 octobre 2020 | 4 h 38 min 01 s  |
| 3e  | Médaille de bronze | Eiger Ultra Trail            | 101 km   | 16 juillet 2022 | 11 h 35 min 28 s |